# Habitatges al carrer Joan Maragall, 56-70 (Sant Feliu de Llobregat)
Els Habitatges al carrer Joan Maragall, 56-70 és una obra de Sant Feliu de Llobregat (Baix Llobregat) protegida com a Bé Cultural d'Interès Local.

## Descripció
Mostra representataiva del valor, com a conjunt, del carrer. Edificis diversos amb elements i materials diferents que, pel fet de respondre a tipologies similars, tenen un cert caràcter unitari. En el conjunt hi ha un repertori de solucions constructives que es prenen com a model en la recuperació del nucli antic de Sant Feliu.